# Red Oaks Mill
Red Oaks Mill ist ein Weiler und Census-designated place im Dutchess County, New York. Er liegt innerhalb des Stadtgebietes der Town of Poughkeepsie und hatte im Jahr 2010 bei der Volkszählung 3613 Bewohner.

## Geographie

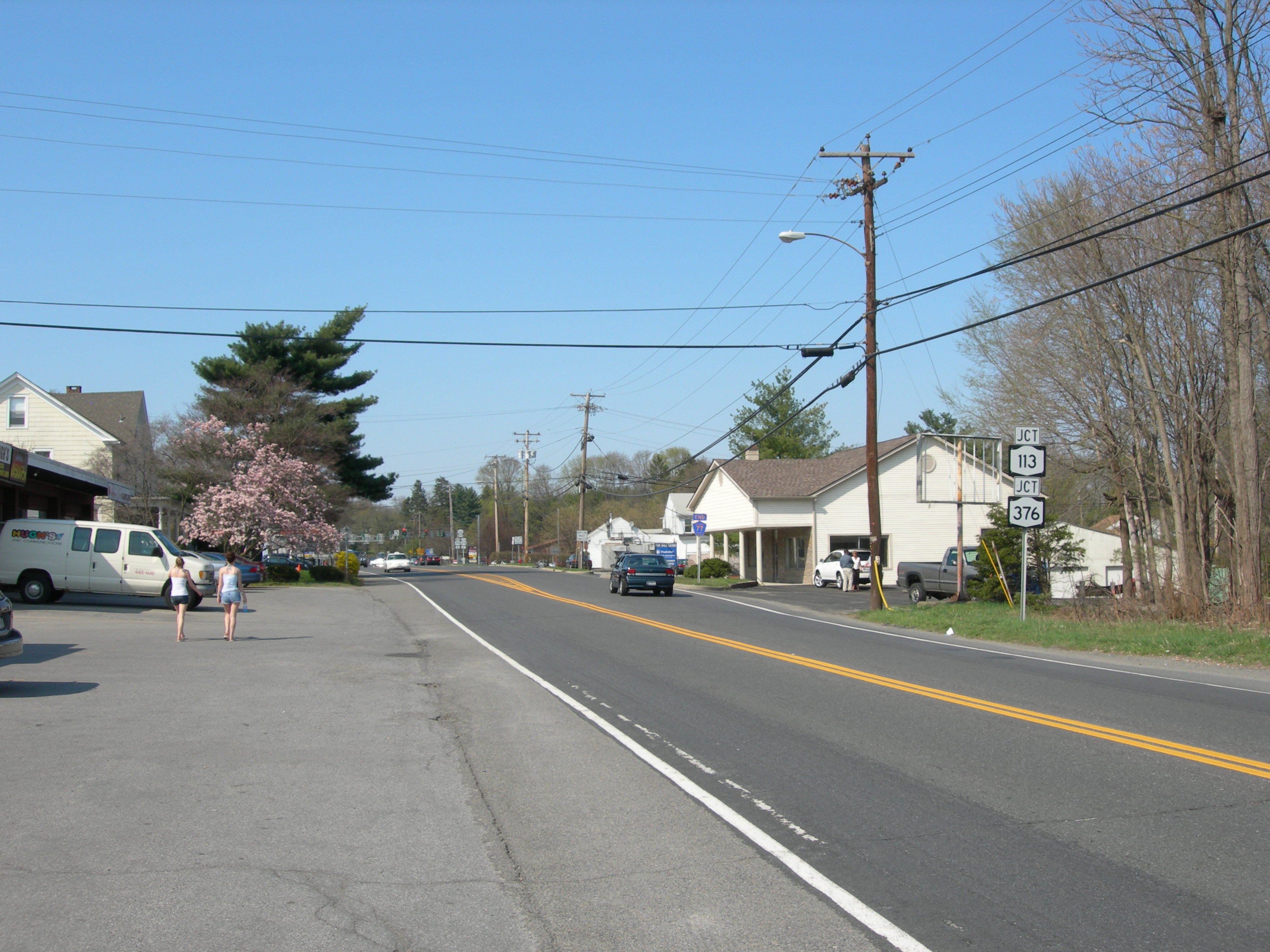
Vassar Road in Red Oaks Mill

Die geographischen Koordinaten von Red Oaks Mill sind 41° 39′ N, 73° 52′ W. Der Ort liegt südöstlich der City of Poughkeepsie. Sein Zentrum liegt an der Kreuzung von Vassar Road (Dutchess County Route 77), New Hackensack Road (New York State Route 376) und Spackenkill Road (New York State Route 113).
Nach den Angaben des United States Census Bureaus hat der Weiler eine Fläche von 6,0 km².

## Demographie
Zum Zeitpunkt des United States Census 2000 bewohnten Red Oaks Mill 4930 Personen. Die Bevölkerungsdichte betrug 540,8 Personen pro km². Es gab 1767 Wohneinheiten, durchschnittlich 193,8 pro km². Die Bevölkerung Red Oak Mills bestand zu 89,74 % aus Weißen, 4,67 % Schwarzen oder African American, 0,14 % Native American, 2,80 % Asian, 1,50 % gaben an, anderen Rassen anzugehören und 1,16 % nannten zwei oder mehr Rassen. 5,05 % der Bevölkerung erklärten, Hispanos oder Latinos jeglicher Rasse zu sein.
Die Bewohner Red Oaks Mills verteilten sich auf 1724 Haushalte, von denen in 36,9 % Kinder unter 18 Jahren lebten. 71,1 % der Haushalte stellten Verheiratete, 7,5 % hatten einen weiblichen Haushaltsvorstand ohne Ehemann und 18,1 % bildeten keine Familien. 15,4 % der Haushalte bestanden aus Einzelpersonen und in 6,8 % aller Haushalte lebte jemand im Alter von 65 Jahren oder mehr alleine. Die durchschnittliche Haushaltsgröße betrug 2,85 und die durchschnittliche Familiengröße 3,17 Personen.
Die Bevölkerung verteilte sich auf 26,8 % Minderjährige, 5,9 % 18–24-Jährige, 27,9 % 25–44-Jährige, 25,5 % 45–64-Jährige und 13,9 % im Alter von 65 Jahren oder mehr. Das Durchschnittsalter betrug 39 Jahre. Auf jeweils 100 Frauen entfielen 95,4 Männer. Bei den über 18-Jährigen entfielen auf 100 Frauen 93,5 Männer.
Das mittlere Haushaltseinkommen in Red Oaks Mill betrug 77.533 US-Dollar und das mittlere Familieneinkommen erreichte die Höhe von 80.628 US-Dollar. Das Durchschnittseinkommen der Männer betrug 59.083 US-Dollar, gegenüber 27.697 US-Dollar bei den Frauen. Das Pro-Kopf-Einkommen in Red Oaks Mill war 28.713 US-Dollar. 2,8 % der Bevölkerung und 1,3 % der Familien hatten ein Einkommen unterhalb der Armutsgrenze, davon waren 5,5 % der Minderjährigen und 0,9 % der Altersgruppe 65 Jahre und mehr betroffen.